# Lamone (Fluss)
Der Lamone ist ein 88 km langer Fluss, der die italienischen Regionen Toskana und Emilia-Romagna durchfließt.

## Verlauf
Er entspringt am Colla di Casaglia (1190 m) in der toskanischen Gemeinde Borgo San Lorenzo und fließt durch Marradi, danach verlässt er die Metropolitanstadt Florenz, in der er 23 km verbringt, und tritt in die Provinz Ravenna ein, wo er Brisighella und Faenza durchquert. Nach den Feldern zwischen Russi und Bagnacavallo mündet er in einem Schotterbett nördlich von Marina Romea, einem Ortsteil von Ravenna, in der Pineta di San Vitale nach 88 km in die Adria.